# Sekai no Owari
Sekai no Owari (на японски: 世界の終わり, в превод: „Краят на света“; стилизирано SEKAI NO OWARI) е японска група, сформирана в Токио през 2007 година. Състои се от четирима членове: Накаджин, Фукасе, Саори и DJ Love.
От дебюта си групата има издадени три студийни албума, множество сингли, както и един документален филм Tokyo Fantasy. Съставът е изнасял концерти в прочутия стадион „Нисан“ – най-голямата концертна зала в Япония – и за момента е считан за един от най-добрите музикални състави в страната. Изпълненията на живо са често сравнявани с музикални фестивали като „Tomorrowland“ и „Ultra Music Festival“.
През 2016 г. групата съобщава за плановете си да дебютира на международно ниво с англоезичен албум, който понастоящем се очаква да излезе на пазара през 2017 г. Членовете имат съвместни проекти с Аул Сити и Ники Ромеро.

## История

### 2007 – 2009: Формиране и първи дебют
Членовете Фукасе и Саори се запознават още в детската градина, а по-късно в началното училище се запознават и с Накаджин. В средното училище тримата сформират любителска група, вдъхновена от други групи като, например, Bump of Chicken. След време четвъртият член на групата, DJ Love, се присъединява и му е отредено мястото на Фукасе, който е трябвало да бъде в ролята на клоун, но впоследствие Фукасе става фронтменът на групата, а DJ Love – клоунът, докато Накаджин и Саори стават съответно китаристът и пианистката. Първият си концерт на живо съставът изнася в личния си клуб Club Earth с публика от само 15 души. Първото демо на групата, носещо нейното име, е продуцирано от членовете ѝ и разпространено в 1000 екземпляра. Фукасе именува групата „Sekai no Owari“ така, защото „Веднъж след като паднеш на дъното (отрицателната страна), трябва да намериш път нагоре (положителната страна). Затова и нарекох групата „Краят на света“, за да създам силата, която ми е нужна за тази цел, чрез музиката“.

### 2010 – 2011: Първи албум, „Нипон Будокан“ и мейджър дебют
Първият албум на групата, Earth, е издаден на 7 април 2010 г. от независимата компания Lastrum. Той влиза в седмичната класация на „Орикон“ за албуми, достигайки петнайсето място, и съставът започва постепенно да набира популярност на японската сцена. През същата година са и първите две турнета на групата: Heart the eartH Tour и One-Man Fall Tour. Излиза и сингълът Tenshi to Akuma/Fantasy, който се изкачва до осмо място в класацията за сингли на „Орикон“.
През месец август 2011 г. групата изнася концерт в „Нипон Будокан“ и сключва договор с мейджър компанията Toy's Factory. Сменя и изписването на името си от японски (世界の終わり) към романизираната версия Sekai no Owari.

### 2012 – 2014:Entertainment, международни турнета и набираща популярност
След сключения с Toy's Factory договор групата издава два сингъла през 2011 г.: Inori, който достига 13 място, и Starlight Parade, който достига 16 място. През същата година е и третото турне: Sekai no Owari Tour 2011.
През идната година на пазара излиза сингълът Nemurihime (на японски: 眠り姫, в превод: „Спящата красавица“), който достига 4 място в класацията за сингли и е предвиден да бъде включен в предстоящия студиен албум. През месец юли 2012 г. групата издава втория си студиен албум – Entertainment, който се изкачва до второ място в класациите „Орикон“.

### 2015 – настояще:Tree, отвъдморски дейности и международен дебют
През месец януари 2015 г. групата издава третия си студиен албум, Tree – 2 години и 7 месеца от издаването на предния си албум. Той достига първо място в „Орикон“ и 1 милион продадени екземпляра.
През март 2016 г. Sekai no Owari съобщава за намеренията си да дебютира в САЩ и че членовете работят по нов албум, който е предвиден да излезе за пазара идната година. За тази цел групата сътрудничи с Ники Ромеро, Аул Сити и Клийн Бендит.

## Дискография

### Студийни албуми
- 2010 – Earth
- 2012 – Entertainment
- 2015 – Tree

## Турнета

### В Япония
- 2010 – Heart the eartH Tour
- 2010 – One-Man Fall Tour
- 2011 – Sekai no Owari Tour
- 2012 – Sekai no Owari Zepp Tour "Entertainment"
- 2012 – Sekai no Owari Hall Tour "Entertainment"
- 2013 – Sekai no Owari Arean Tour "Entertainment"
- 2013 – Fire and Forest Carnival (Tokyo Fantasy TreeLand)
- 2014 – Nationwide Arena Tour Fire and Forest Carnival: Starland Edition
- 2014 – Tokyo Fantasy заедно с Аул Сити
- 2015 – Twilight City заедно с Остин Махоун
- 2016 – The Dinner National Tour

### Световни
- 2016 – Sekai no Owari U.S. Tour